# とどけ、きもち
「とどけ、きもち」は福島節と渚とRIKUの楽曲。ongakushitsuincより2021年7月10日より配信限定リリース。

## 概要
- 元々は日本郵政のCMソングで2021年1月から使用された楽曲である[2]。
- この配信限定版ではボーカルの渚の同級生である小学生・RIKU[3] が起用されている[4]。
- レコーディングは直島町内のスタジオで行っなった[1]。
- この楽曲はタイトル通り、気持ちを届けると言う思いで作られた[4][5]。

## 収録曲
1. 「とどけ、きもち」

- 作詞・高崎卓馬・作曲・福島節・編曲・東川亜希子

## タイアップ
- 日本郵政CMソング「とどけ、きもち／すべてを、お客さまのために。」篇[5][6]。